# East African Inter-Territorial Tournament
Das East African Inter-Territorial Tournament war ein Vierländerturnier im Badminton in Ostafrika. Es wurde in den Jahren von 1961 bis 1966 zwischen Kenia, Kenia Küste, Uganda und Tanganjika (resp. Tansania) ausgetragen. Gespielt wurde im Davis-Cup-System im Modus jeder gegen jeden.

## Die Sieger
| Jahr | Austragungsort | Sieger     |
| ---- | -------------- | ---------- |
| 1961 | Nairobi        | Kenia      |
| 1962 | Daressalam     | Tanganjika |
| 1963 | Kampala        | Uganda     |
| 1964 | Mombasa        | Uganda     |
| 1965 | Nairobi        | Uganda     |
| 1966 | Daressalam     | Tansania   |